# Alexeï Mikhaïlovitch Lvov
Pour les autres membres de la famille, voir Famille Lvov.
Prince Alexeï Mikhaïlovitch Lvov (en alphabet cyrillique : Князь Алексей Михайлович Львов). Né en 1580, mort le 8 février 1653. Homme d'État et diplomate russe. Il fut le favori d'Alexis Ier de Russie.

## Famille
Il est le fils du prince Mikhaïl Danilovitch Lvov.

## Biographie

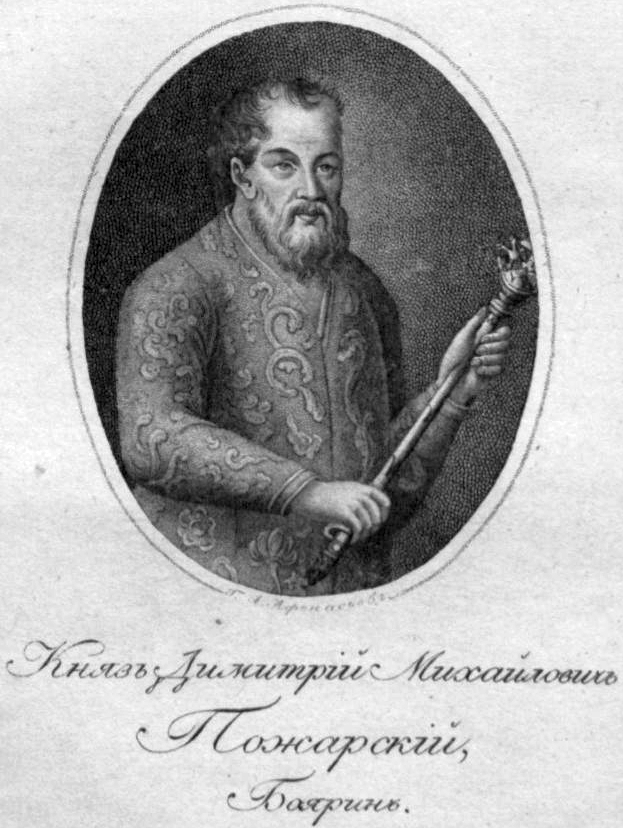
Le prince Dmitri Mikhaïlovitch Pojarski.

Le prince Alexeï Mikhaïlovitch Lvov eut pour ascendants le comte Fiodor Rostislavitch Noir († 1300) (prince de Iaroslavl) et Riourik.
En 1607, Vassili IV Chouïski confia au prince Alexeï Mikhaïlovitch Lvov la mission de prendre la ville d'Arzamas tenue par le Faux Dmitri. En 1610, le prince Lvov se vit confier la voïvodie de Nijni Novgorod. En 1612, dans les rangs de seconde milice populaire placée sous les ordres de Kouzma Minine et du prince Dmitri Mikhaïlovitch Pojarski, il prit part aux combats contre l'envahisseur  Polonais et libéra Moscou de l'occupation polonaise.
En 1613, avec le prince Dmitri Mikhaïlovitch Pojarski, Alexeï Mikhaïlovitch signa le document permettant à Mikhaïl Fiodorovitch Romanov d'accéder au trône de Russie. Le 22 juillet 1613, il assista en la cathédrale de la Dormition de Moscou au Kremlin au sacre du nouveau tsar.
En 1615, le prince Lvov reçut la voïvodie de Rylsk. De 1618 à 1620, il occupa le poste d'adjoint au voïvode d'Astrakhan.
En 1615, il négocia le mariage de Michel Ier de Russie avec le roi du Danemark Christian IV, mais cette mission diplomatique tentant d'unir la princesse Dorothée de Danemark (1629-1687) au fondateur de la dynastie des Romanov fut un échec.
En 1627, il fut élevé au rang de courtisan okolnitchi / окольничий. De 1627 à 1647, en qualité de maître d'hôtel (Dvoretski / Дворецкий), le prince dirigea l'Ordre du Palais (son rôle fut l'achat des biens, de nourriture, la gestion du personnel de la cour, etc),.
Au cours du conflit opposant la Russie à la république des Deux Nations, par décret de Michel Ier de Russie, le prince Lvov eut pour mission de réquisitionner des chariots, des hommes et des chevaux.

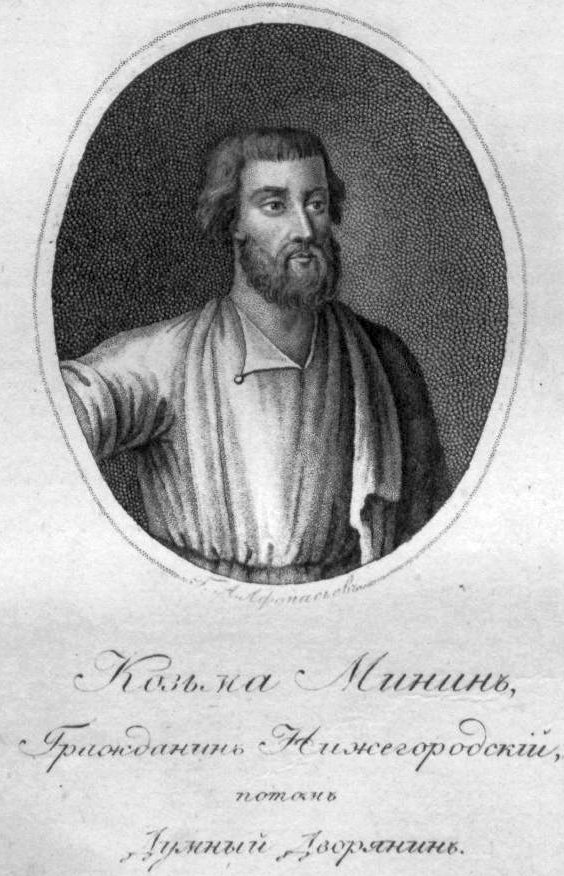
Kouzma Minine.

En 1634, 1635 et 1644, en qualité de voïvode de Souzdal, Alexeï Mikhaïlovitch remplit plusieurs missions diplomatiques, en 1634, en association avec le boyard Fiodor Ivanovitch Cheremetiev  (†1650) il engagea des négociations avec république des Deux Nations, celle-ci aboutirent à la signature du traité de Polianovski (27 avril au 14 juin 1634),.
Le 5 juillet 1634, le tsar lui accorda le rang de boyard, en outre, pour ses services rendus à la Russie, il lui fut offert un manteau de zibeline, une tasse en argent, la somme de 80 roubles et un domaine peuplé de 800 habitants.
En 1637, titré prince de Iaroslavl, le prince Lvov dirigeant une ambassade russe (elle se composa de Fiodor Ivanovitch Cheremetiev, voïvode de Pskov, Stepan Matveïevitch Chaski) se rendit dans la capitale polonaise où les Polonais réitérèrent leur renoncement au trône de Russie (dispositions des accords lors de la signature du traité de Polianovski). L'un des accords de ce traité stipulé l'échange des prisonniers, le prince Alexeï Mikhaïlovitch obtint des autorités polonaises la remise de la dépouille de Vassili IV Chouïski (prisonnier, il décéda à Varsovie le 12 septembre 1612), de même, il obtint la libération de la veuve du tsar déchu, la princesse Maria Petrovna Bouïnosova-Postovskaïa (†1626) et son jeune frère Ivan Ivanovitch Chouïski (1566 -1638).
En 1644, de nouveau à la tête de l'ambassade de Russie, il se rendit en Pologne où il rencontra les autorités polonaises afin de fixer les frontières de Poutyvl. Il prit également connaissance de la présence en Pologne de l'existence d'un imposteur se déclarant le fils de Vassili Chouïski. En remerciement pour son excellent travail diplomatique, il reçut le manteau doublé d'hermine.
Son habileté diplomatique, ses efforts, lui permirent de devenir une personnalité très influente à la cour de Michel Ier de Russie. En 1642, après le décès du prince Ivan Borisovitch Tcherkassi (1580-1642), chef du gouvernement de Michel Ier de Russie, le prince Lvov dépassa en influence le nouveau premier ministre Fiodor Ivanovitch Cheremetiev. Après l'accession an trône d'Alexis Ier de Russie en 1645, le prince Lvov devint le favori du tsar. Le 1er juin 1648, lors l'insurrection du sel à Moscou causée par la baisse des salaires et l'augmentation des taxes sur la forte teneur en sel ordonné par le chef du gouvernement Boris Ivanovitch Morozov (1590-1661) la demeure du prince Alexeï Mikhaïlovitch fut pillée.

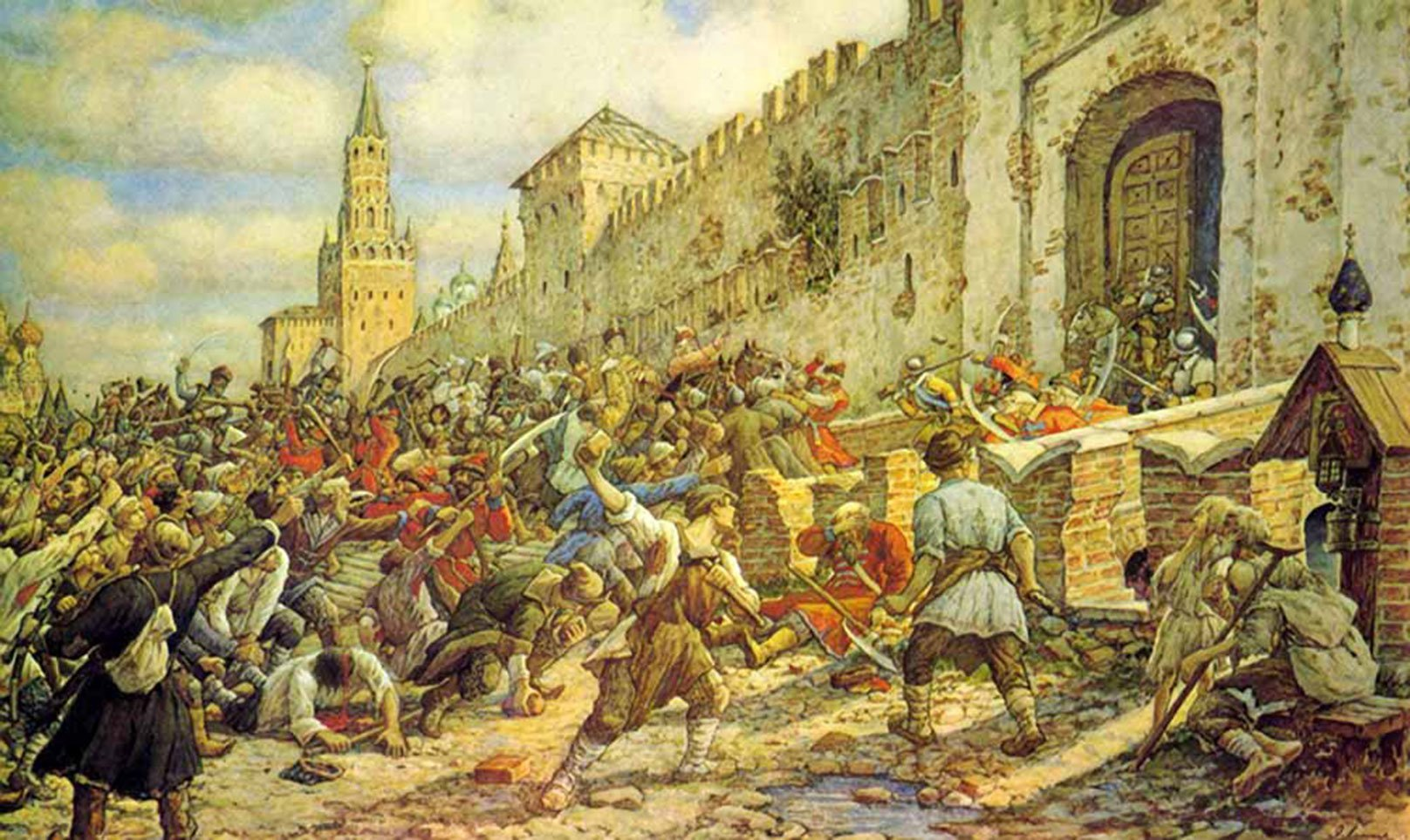
Révolte du sel à Moscou le 1er juin 1648.

Le prince Lvov et Boris Ivanovitch Morozov furent particulièrement hostiles à l'union entre la princesse Irina Mikhaïlovna de Russie (1627-1679) et le prince Waldemar Christian de Danemark (1622-1656).
Le prince Alexeï Mikhaïlovitch se maria quatre fois, la plus célèbre de ses épouses fut Ievlampia Mikhaïlovna Naraïa, fille du boyard Mikhaïl Fiodorovitch Nagoï (†1612) frère de Maria Fiodorovna Nagaïa la dernière épouse d'Ivan le Terrible.
Malgré ces quatre mariages, le prince Alexeï Mikhaïlovitch Lvov ne laissa pas d'héritiers.

## Décès

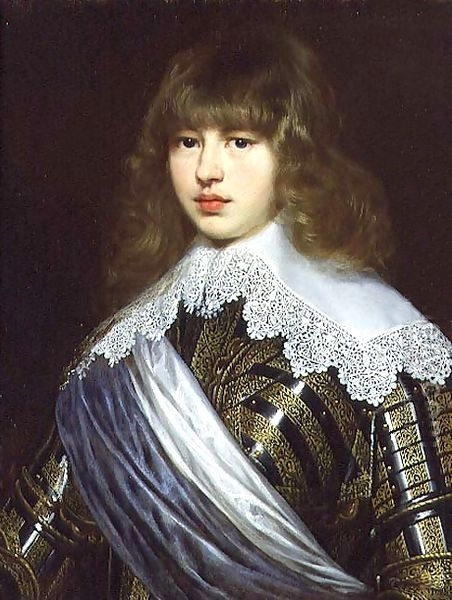
Portrait du prince Waldemar Christian (1606-1647). XVIIe siècle. Une œuvre de Giusto Sustermans.

Le prince Lvov décéda le 8 février 1653.

## Sources
- Dictionnaire biographique russe. Alexandre Alexandrovitch Polotsov. (1896-1918).
- Maison nobles de l'Empire russe. Piotr Khaïmovitch Grebelski, Stanislas Vladimirovitch Doumin, Andreï Alexandrovitch Choumkov, M. Katin-Iartsev. Saint-Pétersbourg. Tome 1. page 343.  (ISBN 5-86153-004-1)